# Нгаркахарвута
Нгаркахарвута (устар. Арка-Харвута) — река в России, протекает по территории Пуровского и Надымского районов Ямало-Ненецком автономного округа. Устье реки находится в 98 км от устья Нгарка-Табъяхи по левому берегу. Длина реки — 44 км.

## Данные водного реестра
По данным государственного водного реестра России относится к Нижнеобскому бассейновому округу, водохозяйственный участок реки — Пур. Речной бассейн реки — Пур.
Код объекта в государственном водном реестре — 15040000112115300062194.